# Raif Dizdarević
Raif Dizdarević (* 9. prosince 1926 Fojnica, Království Srbů, Chorvatů a Slovinců) byl účastník partyzánského boje a politik a diplomat socialistické Jugoslávie bosňáckého původu z Bosny a Hercegoviny.

## Život
Narodil se do rodiny úředníka Šefkiji (?–30. května 1943), pocházejícího z hercegovské vsi Vitina, a Selimy Saliagić (?–8. května 1943), původem z Fojnice, kteří přivedli na svět syny Ziju (1916–1942), Rešada (1919–2011), Nijaze (1920–1989), Nusreta (1922–květen 1942), Hasana (1924–1945?), Raifa (1926), Faika (1929–2012) a tři dcery, Šaćiru (Šaću, ?–2017, vdanou Skorin), Mubu (*1934, vdanou Peleš) a Hatidžu (Điđu, *1936, vdanou Krnjević).
V létě 1943, tehdy jako šestnáctiletý, se zapojil do komunistického partyzánského hnutí. Všichni jeho starší bratři již v dřívější době inklinovali ke komunistickému hnutí. Roku 1945 vstoupil do Komunistické strany Jugoslávie. Jako blízký spolupracovník Tita se stal člověkem, který neměl daleko k úspěšnému uplatnění v řadě politických funkcí. Po válce pracoval nejprve v bezpečnostních složkách (OZNA), později jako diplomat; byl velvyslancem Jugoslávie nejprve v Bulharsku, poté v Sovětském svazu a nakonec v Československu.
Od roku 1978 do roku 1982 byl aktivní v regionální politice, především v parlamentu Bosny a Hercegoviny a republikovém předsednictvu, nakonec stanul i v jeho čele (1978–1982). V letech 1982 až 1983 byl předsedou jugoslávského svazového parlamentu (skupštiny). V letech 1984 až 1988 byl ministrem zahraničních věcí SFRJ. Od 15. května 1988 do 15. května 1989 zastával funkci předsedy Předsednictva SFRJ, byl tedy de facto hlavou státu. Patřil k politikům „staré gardy“, která byla stále častěji upozaďována úspěšnými politickými taženími Slobodana Miloševiće.[zdroj?] Doba, kdy Dizdarević předsedal nejvyššímu politickému orgánu Jugoslávie, byla poznamenána řadou složitých událostí, mezi které patřila například protibyrokratická revoluce, docházelo k propadům životní úrovně v celé zemi a nárůstu inflace. Stále aktuálnější byl navíc i kosovský problém, který se pokoušelo jugoslávské předsednictvo na nátlak ulice řešit vyhlášením výjimečného stavu.
Po rozpadu Jugoslávie, jejíž byl Dizdarević silným zastáncem, se z politického života stáhl a sepsal o svém působení různé knihy, včetně např. titulu s názvem Od smrti Tita do smrti Jugoslávie, která se věnuje tomuto kritickému období. K současnému společenskému systému v Bosně a Hercegovině je kritický, považuje jej stále za ozvěnu válečných událostí z 90. let.

## Vyznamenání
- velkokříž Řádu prince Jindřicha – Portugalsko, 28. července 1976[5]
- Řád Bílého lva I. třídy s řetězem – Československo, 28. března 1989